# Chalcopasta acema
Chalcopasta acema là một loài bướm đêm trong họ Noctuidae.